# Inulin
Inulini su grupa priridnih polisaharida koji proizvode mnoge vrste biljaka. Oni pripadaju klasi prehrambenih vlakana poznatih kao fruktani. Inulin neke biljke koriste kao način skladištenja energije. On je tipično prisutan u korenju ili rizomima. Većina biljaka koje sintetišu i skladište inulin ne formiraju druge forme analognih ugljenih hidrata, kao što je skrob.